# 法别拉河
法别拉河，位于中华人民共和国黑龙江省西北部黑河市爱辉区境内，是黑龙江右岸支流，发源于爱辉区西部罕达汽镇以北小兴安岭勒呼里山东坡北大沟，蜿蜒向东流经七二七林场、桦树排子村、象山水库、上马厂乡纳金口子村、三道湾子村、达音炉村、西山后村等地，于法别拉村以北汇入黑龙江干流。河流全长151千米，河道比降2.42‰，流域面2902平方千米。河宽4～85米，水深0.5～1.9米。年均径流量5.08亿立方米。流域内森林茂密，是爱辉区主要林区之一。法别拉河象山水库以下至河口的干流及14条支流属于法别拉河鳜国家级水产种质资源保护区的一部分，主要保护对象为鳜，其它保护对象包括细鳞鱼、江鳕、日本七鳃鳗、雷氏七鳃鳗和黑斑狗鱼。
河名源自满语“发哈拉毕拉”（转写：fahala bira）的简称，意为“紫色的河流”。